# 蒙泰米特罗
蒙泰米特罗（義大利語：Montemitro），是意大利坎波巴索省的一个市镇。总面积16平方公里，人口470人，人口密度29.4人/平方公里（2009年）。ISTAT代码为070045。